# فریپورت-مکموران
فریپورت-مکموران (به انگلیسی: Freeport-McMoRan) شرکت استخراج معادن و فلزات آمریکایی است، که در زمینه تولید مس، طلا، نقره، سنگ معدن و مولیبدن فعالیت می‌کند.
شرکت فریپورت-مکموران در سال ۱۹۱۲ توسط ویلیام کنون مک‌ویلیامز در فریپورت، تگزاس تأسیس شد و هم‌اکنون به‌عنوان یکی از بزرگترین تولیدکنندگان مس و طلا در جهان شناخته می‌شود.
دفتر مرکزی این شرکت در شهر فینیکس، آریزونا، ایالات متحده آمریکا قرار دارد و بخشی از سهام آن در بازار بورس نیویورک معامله می‌شود.